# CELL No.9
『CELL No.9』（セル ナンバーナイン）は、TROPICAL GORILLA×BEAT CRUSADERSがリリースした、スプリット・ミニアルバムである。2006年10月11日、デフスターレコーズよりリリース。

## 概要
BEAT CRUSADERSスプリット3部作の第2弾。本作ではTROPICAL GORILLAと共演している。
共作曲2曲、各々の新曲、互いの楽曲のカバーという6曲での構成である。これは3部作共通である。

## 収録曲
1. STATIC BITER (2:55) / TROPICAL GORILLA×BEAT CRUSADERS
（作詞：TROPICAL GORILLA,ヒダカトオル　作曲・編曲：TROPICAL GORILLA,BEAT CRUSADERS）
トロゴリ主導で作られた共作曲。
2. FREEDOM (3:16) / BEAT CRUSADERS
（作詞：ヒダカトオル　作曲・編曲：BEAT CRUSADERS）
BEAT CRUSADERSの新曲。PVも制作されているが現在商品化されていない。
スノーボード国際大会「X-TRAIL JAM in TOKYO DOME」'06公式イメージソング
3. JAPANESE GIRL (2:15) / TROPICAL GORILLA
（作詞：ヒダカトオル　作曲：BEAT CRUSADERS　編曲：TROPICAL GORILLA）
BEAT CRUSADERSの楽曲のカバー。次曲につながる形で収録されている。
4. 5 UGLIES FATTY HEAD (3:04) / BEAT CRUSADERS
（作詞・作曲・編曲：TROPICAL GORILLA）
TROPICAL GORILLAの楽曲のカバー。
5. CRASH ON HYDRA (2:35) / TROPICAL GORILLA
（作詞・作曲：TROPICAL GORILLA　編曲：BEAT CRUSADERS）
TROPICAL GORILLAの新曲。
6. DROOG IN A SLUM (3:19) / TROPICAL GORILLA×BEAT CRUSADERS
（作詞：ヒダカトオル　作曲・編曲：TROPICAL GORILLA,BEAT CRUSADERS）
ビークル主導で作られた共作曲。PVも制作されている。